# Out of the Cellar
Out of the Cellar é o álbum de estreia da banda de hard rock americana Ratt, lançado em 1984. A turnê desse álbum durou 1 ano e 2 meses. O álbum vendeu mais de 3 milhões de cópias nos Estados Unidos,sucesso que a banda nunca mais conseguiu repetir.
Além de "Round and Round", esse álbum também tem os hits "Wanted Man" e "Back for More", que tinha sido originalmente gravada no Ratt Ep e que aparece em uma nova versão nesse álbum.

## Faixas
1. "Wanted Man"
2. "You're in Trouble"
3. "Round and Round"
4. "In Your Direction"
5. "She Wants Money"
6. "Lack of Communication"
7. "Back for More"
8. "The Morning After"
9. "I'm Insane"
10. "Scene of the Crime"

## Desempenho nas paradas musicais
| Parada musical (1984)   | Melhor posição |
| ----------------------- | -------------- |
| Canadá (RPM 100 Albums) | 12             |

## Certificações
| Canadá (Music Canada)                     | Ouro       | 1 de novembro de 1984  | 50.000*    |
| Estados Unidos (RIAA)                     | 3× Platina | 30 de setembro de 1991 | 3.000.000* |
| *número de vendas baseado na certificação |            |                        |            |